# Хильда из Уитби
Святая Хи́льда (Ги́льда) (др.-англ. Hilda; ок. 614—680) — христианская святая, основательница и аббатиса монастыря в Уитби, в котором состоялся синод Уитби. Важная фигура в процессе перехода англосаксов из язычества в христианство. Она также славилась своими выдающимися целительскими навыками и мудростью, её совета искали многие короли. Прославлена в католичестве, а также в Русской православной церкви как одна из самых святых женщин Англии; её также называют «игуменьей английского народа», «духовной матерью англичан».
Основным источником информации о Хильде является труд «Церковная история народа англов» 731 года Беды Достопочтенного, рождённого за восемь лет до её смерти. Работа задокументировала большую часть истории христианского обращения англосаксов.
День совершения памяти — в католической, англиканской и Русской православной церкви 17/30 ноября (день преставления) и 25 августа/7 сентября — в день перенесения мощей (в православии).

## Ранняя жизнь
Согласно Беде Достопочтенному, Хильда родилась в 614 году в королевской семье Дейры, проживавшей в изгнании в маленьком бриттском королевстве Элмет, в настоящее время это примерно на севере Йоркшира. Она была второй дочерью Херерика, племянника короля Дейры Эдвина, и его жены Брегусвихи. Когда Хильда была ещё в колыбели, её отец был отравлен, находясь в изгнании при дворе бриттского короля Элмета (современный Уэст-Йоркшир). В 616 году Эдвин убил в бою Этельфрита, сына короля Берниции Этельрика. Он создал королевство Нортумбрия и занял его престол. Хильда воспитывалась при дворе короля Эдвина.
В 625 году овдовевший Эдвин женился на христианской принцессе Этельбурге Кентской, дочери короля Кента Этельберта и меровингской принцессы Берты Кентской. В рамках брачного договора Этельбурге было разрешено продолжить исповедовать римско-католическую веру, и её в Нортумбрию её сопровождал Паулин Йоркский, римский монах, отправленный в Англию в 601 году для помощи Августину Кентерберийскому. Миссия Августина в Англии основалась в Кенте и именуется григорианской миссией в честь направившего её папы. Будучи королевой, Этельбурга продолжала совершать христианские богослужения и, несомненно, повлияла на взгляды своего мужа, как и её мать Берта повлияла на её отца.
В 627 году король Эдвин был крещён на Пасху 12 апреля вместе со всем своим двором, в том числе тринадцатилетней Хильдой, в небольшой деревянной церкви, спешно построенной по этому случаю возле где-то на месте современного Йоркского собора.
В 633 году Нортумбрия была захвачена языческим королём из соседней Мерсии, а король Эдвин пал в битве. Паулин сопровождал Хильду, королеву Этельбургу и её свиту в родную страну королевы, Кент. Королева Этельбурга основала монастырь в Лиминге, и, предположительно, Хильда осталась при королеве-аббатисе.

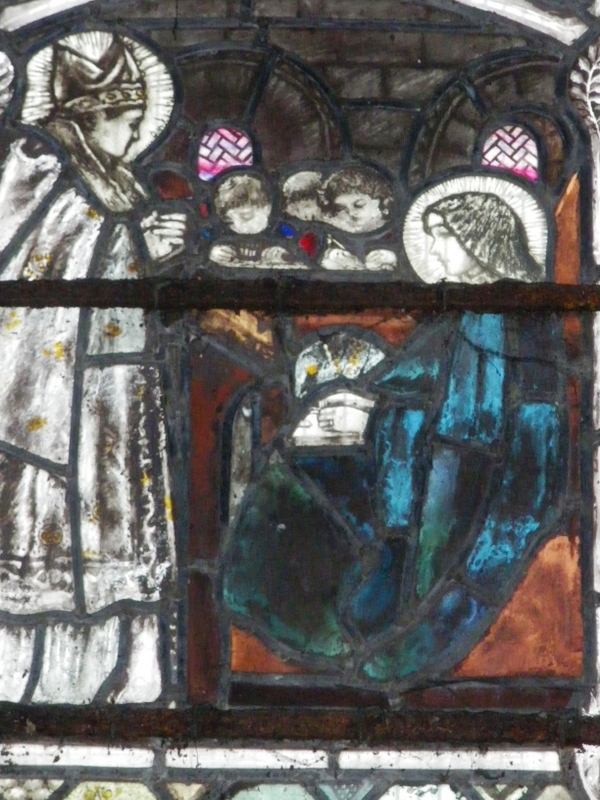
Айдан Линдисфарнский посещает Хильду. Витраж Кристофера Уолла в Глостерском соборе.

Старшая сестра Хильды, Хересвита, вышла замуж за Этельрика, брата короля Восточной Англии Анны, который со своими дочерьми славился христианскими добродетелями. Позже Хересвита стала монахиней в монастыре в Шелле в Галлии (современная Франция). Беда Достопочтенный возобновляет историю Хильды на том моменте, когда она собиралась присоединиться к своей овдовевшей сестре в монастыре Шелля. Однако 33-летняя Хильда решила вместо этого ответить на призыв епископа Линдисфарна Айдана и вернулась в Нортумбрию, чтобы стать там монахиней. В возрасте 33 лет Хильда принимает монашество в женском монастыре Хартлпул (название означает «Олений ручей») на реке Тис в королевстве Нортумбрия, близ Дарема (ныне это графство Дарем).

## Аббатиса

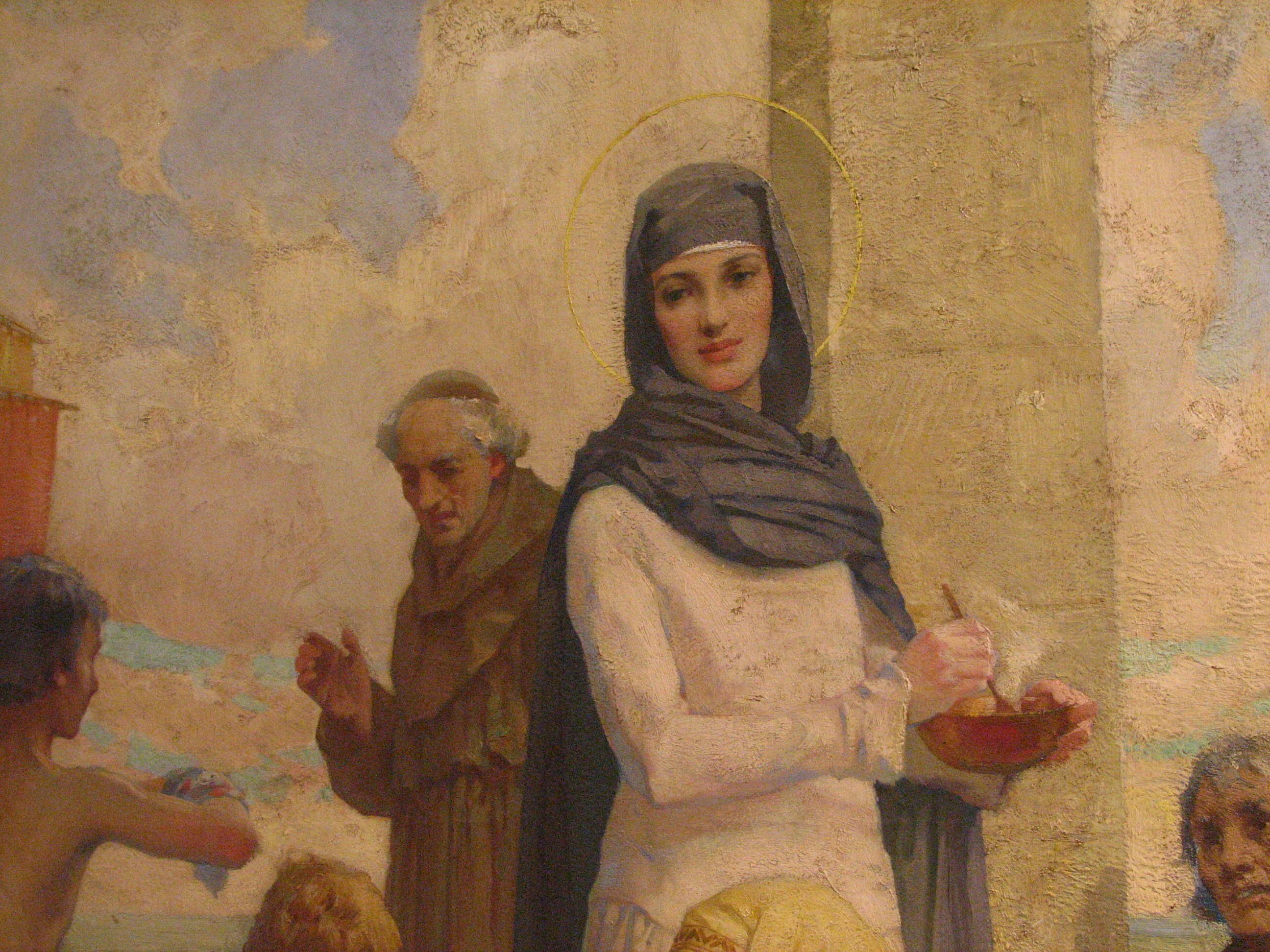
Святая Хильда в монастыре Хартлпула. Картина Джеймса Кларка (1858—1943), масло

Первый монастырь Хильды неизвестен, за исключением того, что он был на северном берегу реки Уир. Там с несколькими компаньонами она изучила традиции кельтского монашества, которые епископ Айдан привёз из Айоны. Через год Айдан назначил Хильду второй аббатисой монастыря в Хартлпуле. Монастырь не сохранился до сегодняшних дней, однако монастырское кладбище было обнаружено возле современной церкви Святой Хильды в Хартлпуле.
Уитби благодаря преподобной Хильде стал знаменитейшим духовным и интеллектуальным центром, известным во всей Британии и далеко за её пределами. Здесь развивались литература и искусство, духовные и светские науки, различные ремесла, а самое главное — практиковалась строгая монашеская жизнь. Под наставничеством святой Хильды Уитби стал образцом монашеского делания, просвещения, учености и высокой культуры. Святая Хильда была покровительницей англо-саксонского духовного поэта и пастуха святого Кэдмона, который принял монашество в Уитби и жил там до конца своих дней, написав множество замечательных стихотворений на христианские темы, которые являют собой подлинные образцы высокой поэзии Англии того времени.
В 657 году Хильда основала аббатство Уитби, известный тогда как «Стренескальк»; она жила там до самой своей смерти. Археологические раскопки показали, что её монастырь был построен в кельтском стиле, и его члены жили в маленьких домиках, в каждом по два или три человека. Традиция одновременно женских и мужских монастырей, таких как Хартлпул и Уитби, состояла в том, что мужчины и женщины жили раздельно, но вместе молились в церкви. Точное местоположение и размер церкви при этом монастыре неизвестны.
Беда Достопочтенный утверждает, что исконные идеалы монашества строго соблюдались в аббатстве Хильды. Все вещи и еда были общими; это было место, где правили христианские добродетели, в особенности мирная жизнь и милосердие. Каждый должен был изучать Библию и делать добрые дела. Монастырь в итоге стал одним из самых величайших в Англии. Пять человек из этого монастыря позже стали епископами. Двое из них — епископ Хексемский Джон и епископ Йоркский Уилфрид — были канонизированы за службу христианской церкви в самый острый период её борьбы с язычеством.

### Синод Уитби
Престиж Уитби несомненен, поскольку король Нортумбрии Освиу выбрал монастырь Хильды как место проведения синода Уитби, первого синода в его королевстве. Он пригласил церковников из Уэссекса посетить его. Большинство присутствующих, включая Хильду, приняли решение короля принять метод расчета дня Пасхи, используемый в то время в Риме, тем самым сделав римскую практику нормой в Нортумбрии. Монахи из Линдисфарна, которые не согласились с этим, удалились сначала на Айону, а затем отбыли в Ирландию.

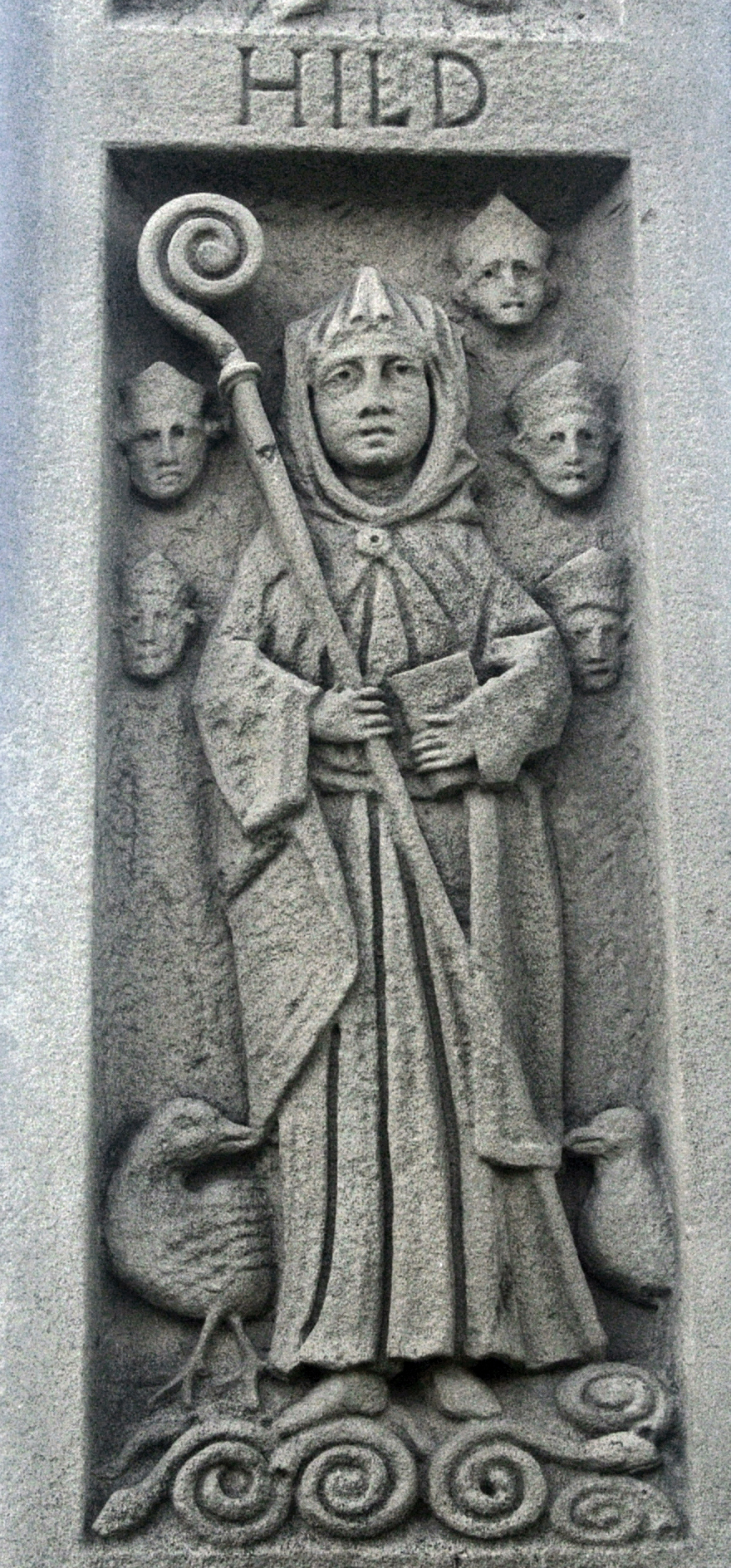
Памятник святой Хильде в Уитби. У её ног изображены аммониты

## Личность
Беда описывает Хильду как очень энергичную женщину, которая была опытной управляющей и наставницей. Как землевладелица она имела много наёмных работников, которые ухаживали за овцами и скотом, занимались земледелием и лесозаготовками. Она приобрела репутацию настолько мудрой женщины, что короли и принцы искали её совета. Тем не менее, она также заботилась и о простых людях, таких как Кэдмон. Он был пастухом в монастыре, к которому во сне снизошло вдохновение петь стихи во славу Бога. Хильда узнала о его даре и воодушевила его развить его дар. Беда пишет: «Все, кто знал её, назвали её матерью из-за её беспримерной набожности и милости».

## Болезнь и смерть
Хильда страдала от лихорадки в течение последних семи лет своей жизни, однако она продолжала работать до самой своей смерти 17 ноября 680 года; в то время ей было уже 66 лет. За год до смерти она основала ещё один монастырь в четырнадцати милях от Уитби — в Хакнессе. Она умерла, получив последнее причастие. Согласно легенде в момент её смерти зазвонили колокола монастыря Хакнесс. Монахиня по имени Бегу утверждала, что видела, как ангелы перенесли душу Хильды на небеса.

## Легенды

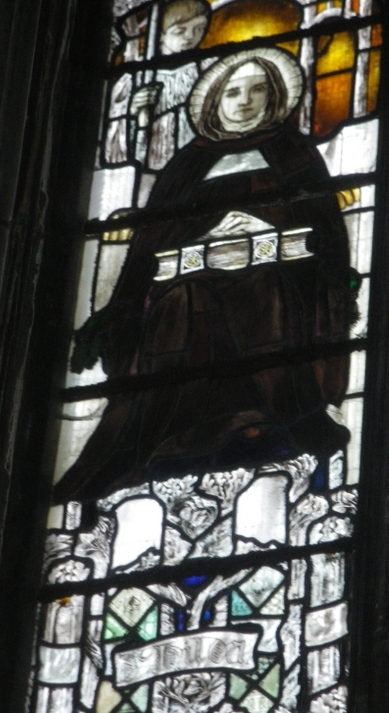
Витраж, изображающий святую Хильду. Кристофер Уолл (1849—1924), Глостерский собор

Местная легенда гласит, что когда морские птицы пролетают над аббатством, они опускают крылья в честь святой Хильды. Другая легенда повествует о нападении змей, которых Хильда превратила в камень, что по всей видимости объясняет присутствие на берегу ископаемых аммонитов; на этих «окаменелых змеях» были вырезаны змеиные головы, чтобы почтить эту легенду. Фактически, вид аммонитов Hildoceras получил своё научное название в честь святой Хильды. Местные «ремесленники» нередко вырезали головы змей на аммонитах и продавали эти «реликвии» как доказательства чуда, совершённого Хильдой. Герб близлежащего города Уитби включает в себя три таких «змеиных камня», а изображения аммонитов появляются на щите колледжа Святой Хильды и Святого Беды в Дареме. Резной аммонитный камень установлен в стене у входа в часовню бывшего колледжа Святой Хильды в Дареме, который позже стал частью колледжа Святой Хильды и Святого Беды.

## Канонизация
Канонизация святой Хильды с подтверждается включением её имени в календарь святого Виллиброрда, составленного в начале VIII века. Согласно одному преданию король Эдмунд перевёз её мощи в Гластонбери, однако согласно другому преданию святой Эдмунд перевёз мощи в Глостер.
В римско-католической церкви день памяти святой Хильды — 17 ноября. В англиканской церкви он отмечается 17, 18 или 19 ноября, а также 23 июня (вместе со святой Этельдредой и святой Милдрит).

### Святая покровительница
Хильда считается одной из святых покровительниц образования и культуры, в том числе поэзии, благодаря её покровительству Кэдмону. Святая Хильда является покровителем Национальной кафедральной школы для девочек в Вашингтоне.
Женский колледж Святой Хильды в Оксфорде, созданный в 1893 году, оставался колледжем только для девушек более ста лет, прежде чем перейти к совместному обучению, когда доля женщин, обучающихся в Оксфорде, возросла почти до пятидесяти процентов. Символом колледжа является аммонит святой Хильды, за сто лет было сделано 100 серебряных аммонитов; в настоящее время они являются предметами гордости выпускников колледжа в честь достижений святой Хильды и учениц первых ста лет существования колледжа.

### Иконография

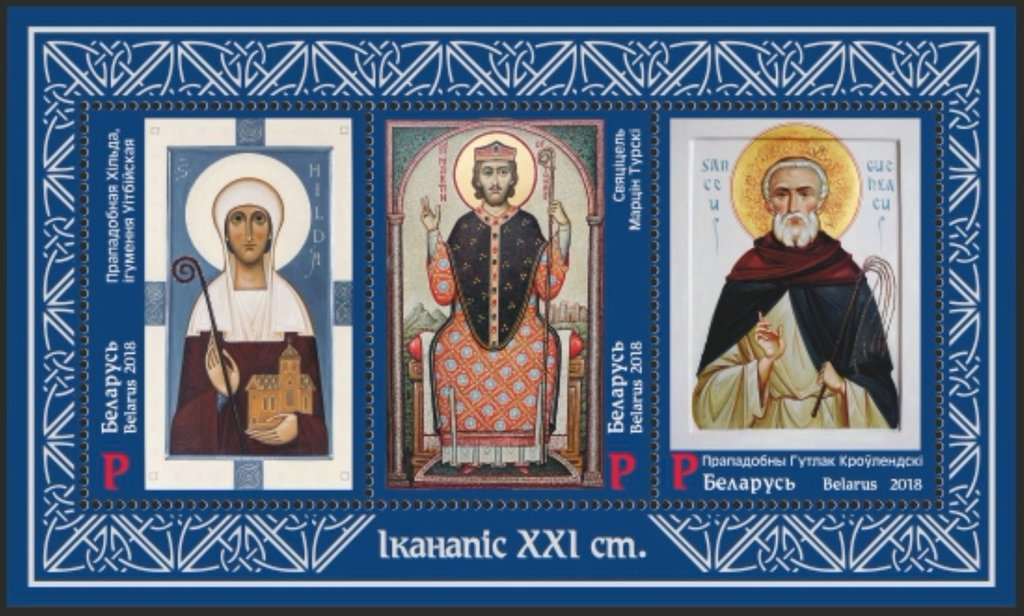
Преподобная Хильда (слева) на почтовом блоке Республики Беларусь 2018 года «Иконопись XXI столетия»

Святая Хильда обычно изображается с пастырским посохом и с монастырской церковью в руке. У её ног часто изображаются аммониты.

## Наследие

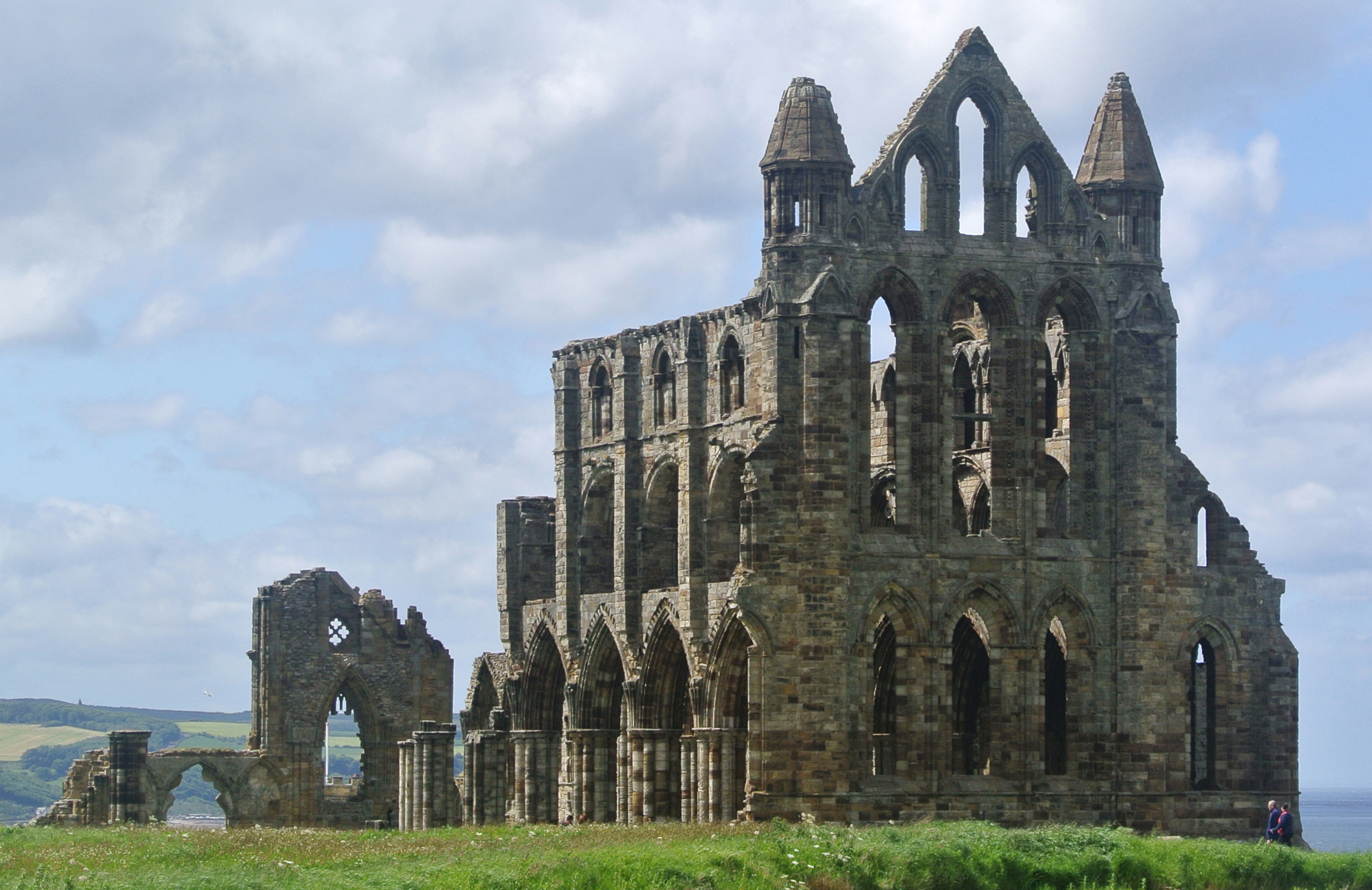
Руины восстановленного аббатства Уитби

Преемницей Хильды на посту аббатисы Уитби стала Энфледа, вдова короля Освиу, и их дочь Эльфледа. С тех пор об аббатстве в Уитби ничего не известно до того момента, когда оно было разрушено датскими захватчиками в 867 году. После нормандского завоевания, которое началось в 1066 году, монахи из Ившема вновь основали аббатство — это был бенедиктинский мужской монастырь. Он действовал до роспуска монастырей королём Генрихом VIII в 1539 году.
Говорят, что призрак святой Хильды, обернутой в плащаницу, появляется на руинах, и слышно, как колокола аббатства звенят под водой — они затонули вместе с кораблём, перевозившим их в Лондон после того, как аббатство было закрыто.
Две церкви в Уитби (римско-католическая и англиканская) и ещё одна в Билсборро, Ланкашир, были посвящены святой Хильде.